# Cross Days
《Cross Days》是一款由日本0verflow公司於2010年3月19日在Microsoft Windows平臺上發售的成人視覺小說遊戲，後來又以個人電腦版本為基礎移植到DVD互動式電影以及PlayStation Portable平臺上。《Cross Days》在日本常被簡稱為（Kuroizu），而中國大陸的愛好者則因為標題中的「Cross」而常將遊戲翻譯成「交叉日」或者是「雜交日」。其中《Cross Days》為同樣由0verflow製作的成人遊戲《School Days》和《Summer Days》系列之續作，在故事內容上也常常被視為《School Days》的外傳作品。
其中《Cross Days》的主要舞台設定皆與《School Days》相同，然而在原本故事背景中添加了新的男主角足利勇氣以及女主角喜連川路夏等角色，而這也是首款在《School Days》系列作品中由非伊藤誠的角色擔任主角之遊戲。一般來說會將《Cross Days》的劇情列入空氣系作品行列，其故事內容為平常過著普通生活的男主角足利勇氣發現自己對於桂言葉以及喜連川路夏有所好感，然而勇氣也因而對於和這兩者有所交集的伊藤誠抱持著嫉妒與不滿，並且引發了一連串的事件。儘管《Cross Days》中很少有讓玩家可以互動的選項，不過在遊戲中玩家仍然可以挑選對話選項並且決定進入不同的故事路線中。
0verflow在2008年12月時首次公布《Cross Days》的製作，然而從2009年2月至2010年3月期間遊戲的發售日期共計延後了七次才正式發售。而在遊戲發售後不久0verflow便要求用戶必須下載更新以解決遊戲問題，並且亦發生有被安裝特洛伊木馬的《Cross Days》在對等網路上偽裝成非法未授權遊戲、之後將不知情的用戶個人資料公布在網站上一事。另外《Cross Days》除了遊戲的推出外也有其他跨媒體作品出現，其中早在遊戲還在製作時便已經在網路電臺上開始錄製其廣播劇內容。其他還有像從2010年4月26日至8月10日期間在角川書店出版的雜誌《月刊Comp Ace》所連載的漫畫、9月15日至10月29日期間推出的3本輕小說與遊戲介紹指南，以及在4月24日至7月21日由Lantis所推出的遊戲音樂原聲帶。

## 遊戲

《Cross Days》故事進行時的遊戲畫面，其中女主角喜連川路夏正在與玩家角色足利勇氣交談。

《Cross Days》採取視覺小說的遊玩方式，基本上玩家遊玩的時候主要是觀看和聆聽故事情節的發展；不過在某些預設的段落中玩家將必須藉由點擊的方式選擇行為選項或者是否要忽略選項，而這些選擇最直接地將會影響之後的人物的行動或者是反應。遊戲藉由這些相互連接的劇情分歧點而組織成多條故事路線，而遊戲的選項便會影響玩家所挑選的故事劇情內容，最終會出現玩家操控的角色和遊戲人物之間的色情場景並且進入不同的結局。同時《Cross Days》和過去的《School Days》以及《Summer Days》相同都是以有限動畫為主，並且包括與嘴唇同步的配音、遊戲事件的音效以及故事內容的背景音樂等都是以立體聲的方式呈現。不過《Cross Days》在人物設計方面並沒有直接沿用過去的作品，相反地則是參考了《School Days》電視動畫版本而全部重新繪製成更具肉感之模樣。
《Cross Days》在軟體部分使用了0verflow所開發的遊戲引擎，該遊戲引擎主要是以過去的《School Days》以及《Summer Days》所使用的引擎為基礎進行些許改良。其中遊戲的螢幕顯示解析度從過往的的640×480提高到了800×600，而遊戲中的背景動畫與一部分人物在製作上亦運用了3D電腦圖形以及動作捕捉之技術，但這也使得《Cross Days》遊戲的推薦運行規格也比《School Days》以及《Summer Days》還要高出許多。而在《Cross Days》電腦版本之中還搭配有專門針對盜版軟體所設置的產品啟動措施，會要求玩家在第一次運行時必須先啟動產品，而啟動的方式包括有使用包裝上的序號號碼、藉由軟體連到官方網頁線上確認以及電話認證等方式；而如果超過5次沒有正確啟用產品的話，遊戲則會要求用戶聯絡0verflow的客戶服務以請求協助。不過自從2012年1月31日開始，擁有遊戲的玩家可以前往0verflow的官方網站下載解除產品啟動措施的檔案。另外電腦版本也支援性玩具SOM的使用，其中玩家可以透過通用序列匯流排讓SOM與電腦連接，而隨著遊戲動畫的進行SOM便會接收電腦訊號來調整自身振動強度以及節奏。

## 劇情

### 遊戲背景
與《Summer Days》不同的是，《Cross Days》的內容並非是另外改寫而成的獨立原創故事，相反地其故事中發生的事件與《School Days》的遊戲劇情呈現平行時間軸關係。也因此除了主要場景仍然沿襲《School Days》中過去角色登場的榊野學園外，許多學校周遭發生但並未提到的故事場景實際上與過去遊戲也有密切關聯。
在這之中過去遊戲中出現的人物也與《Cross Days》中登場新角色有著密切關係，其中《Cross Days》的登場人物以《School Days》中登場的角色佔了絕大部分，另外有一部分人則是曾經於《Summer Days》等其他作品中出現；而在《Cross Days》之中，0verflow總共為遊戲添加了男主角足利勇氣、女主角喜連川路夏在內共計6名新登場的人物。
在《Cross Days》中除了以第三人稱的觀點觀察原本《Summer Days》的故事外，同時遊戲也增添了電視動畫版本中所曾經提到的事件。而《Cross Days》除了與《School Days》為同樣時間發展的關係外也與其他0verflow的作品有所關聯，其中從第一話勇氣與黑田光的對話得知《Cross Days》時間軸位於《MISS EACH OTHER》半年後，而曾出現在先前作品《LOST M》的女主角遠野美沙子也以姓氏呈現的方式出現在遊戲故事之中。此外在《Cross Days》故事之中除了傳統的結局外也加入了有關足立勇氣扮裝女性乃至於BL屬性之結尾，這一方面使得一部分預期遊玩普通美少女遊戲的玩家對此有所討論，甚至亦有人將遊戲稱作；但是在另外一方面《Cross Days》的這一故事設計使得許多腐女也對於遊戲有所興趣，而過去不曾推出這一類型遊戲的0verflow也趁勢推出了針對女性用戶的商品進行販售。

### 故事內容
在虛構的榊野学園第二學期，擔任圖書管理員的男主角足利勇氣開始對於經常在圖書館見面的同級生桂言葉抱有好感。雖然勇氣與言葉只有隻字片語的交流，但是兩人的關係也因此變得微妙起來。而一次偶然機會下路過的喜連川路夏恰好聽到勇氣在圖書館內說喜歡自己這類型的女孩，在當天放學途中兩人又再度因為勇氣的姐姐足利知惠再度見面。之後知惠向自己的弟弟介紹了路夏是她的籃球社後輩，兩人於來往過程之中彼此也漸漸相互吸引並且開始在意對方。然而這段戀情進展得並不十分順利，其中看到了黑田光和勇氣互相打鬧樣子的路夏聽信了澤永泰介的話，在不知道光和勇氣兩人關係的情況下路夏對於兩人產生了非常強烈的嫉妒心。
但另外一方面其中勇氣則在某一天偶然聽説了路夏也喜歡上了同年級的伊藤誠的謠言，在一連串的誤會下路夏選擇告訴勇氣說她的男朋友就是伊藤誠，但是路夏想藉此讓勇氣嫉妒的舉動反而使得彼此之間的關係更為複雜。不過勇氣卻也因此發現到伊藤誠過去便不斷在學校内拈花惹草，心懷嫉妒與氣憤的勇氣便跑去質問身為誠女友的桂言葉，就在這一天桂言葉也做出了一個重大的決定。自此足利勇氣一方面要幫助經常在圖書館裡看書的言葉追回伊藤誠，另一方面也要阻止伊藤誠對於喜連川路夏有所行動。

### 主要角色
《Cross Days》的主人公為戴著眼鏡的年輕小子足利勇氣，在故事之中他擔任了圖書管理員並分別對於同年級的好友桂言葉以及隔壁班同學喜連川路夏有所好感，進而在家人和朋友之間引發了一連串的故事。而作為遊戲中主要女主角的分別是在《School Days》中擔任主要角色、對於伊藤誠十分熱愛的伊藤誠女友桂言葉，以及與勇氣之間有著愛戀情感以及許多誤會的新角色喜連川路夏。其他重要的角色還包括有經常欺負勇氣的姊姊足利知惠，以及先前只在《School Days》動畫中客串演出的甘露寺七海其男朋友花山院恭一，而在《Summer Days》中才出現的角色山縣愛在《Cross Days》中也扮演了重要的角色。而除了男主角勇氣與女主角路夏外，其他首次在遊戲中登場的重要角色還有石橋伊穩與吉良洋佳這對好友。

## 發行

### 遊戲宣傳
《Cross Days》是於2007年《School Days》電視動畫版本播映結束後開始進行開發，且在2008年時便推出「Cross Days」的標誌並於0verflow的「愚人節計劃」（エイプリルフール）網站上和《世界之日》（Sekai Days）一同公佈，不過之後這個專用官方網站在愚人節活動結束後則被關閉起來。到了同年10月21日時0verflow在其官方網站更新中正式公開《Cross Days》的製作，並且首次由enterbrain出版的雜誌《TECH GIAN》2008年12月號上報導關於《Cross Days》的消息，並且提到包括人物故事、動畫截圖、情節假設以及使用3D動畫製作等資料。而同樣在10月期間，由ASCII Media Works和學習研究社所出版的雜誌《DENGEKI HIME》、《Megami MAGAZINE》以及《電擊G's magazine》都有刊登關於遊戲的文章。在開始進行遊戲推銷的同時，0verflow在同年11月1日公開的先行試玩版《Cross Days 運行Checker》（Cross Days動作チェッカー）；而為了能夠讓消費者了解到遊戲開發和人物設定，從2008年11月1日到2009年5月4日期間0verflow連續推出了並無遊玩功能的《Cross Days》測試軟體提供下載。
而在2008年11月16日時，0verflow製作團隊則是參與了在大阪市舉辦的動漫展覽DreamParty並且販售《Cross Days》的電話卡；而在同一天也提供了遊戲提前預定的服務並且在展覽當天吸引許多人群，不過有關店家其正式的遊戲預定工作則是在11月21日時才展開。12月5日時，0verflow則宣布《Cross Days》遊戲可以完全支援USB遠程性愛系統SOM，並且交由Goods Land公司負責生產商品。而到了12月26日時，0verflow則是在Comiket 75中宣布將在95個零售廠商上推出《Cross Days》的試玩版本。另外在正式發售前0verflow亦推出了許多宣傳活動以強化《Cross Days》的知名度，其中包括在3月5日至3月14期間有聯合在各個城鎮推出遊戲動畫放映之服務，以及於日本各地的專門遊戲店家提供預約購買遊戲後便可以拿到的特殊商品，然而受到遊戲發售不斷推延的影響也使得一部分消費者感到不滿。

### 遊戲推出
《Cross Days》原本訂在2009年2月27日正式販售，然而由於0verflow希望能夠成功結合遊戲銷售的影響使得遊戲發售日期共計延期了七次，其中0verflow曾先是在2月3日時改宣布會在4月24日推出遊戲，之後又在4月2日時表示遊戲發售日期往後延期2個月至6月26日。在5月26日0verflow再度宣布可能將會在同年夏天販售遊戲，但到了9月1日時又將販售日期改為11月20日。到了10月20日時0verflow再次將銷售日期改成12月18日，然而HOBIBOX等提供預訂服務網站都在販售日期部分標註「暫定」。到了12月14日時0verflow在其官方網站上宣布改於2010年的1月29日推出遊戲，但到了1月20日時0verflow又表示由於受到遊戲品質問題的影響使得《Cross Days》將延期到到3月19日才會開始販售。最後一直到2010年3月19日時遊戲才正式對外販售，而遊戲電腦版本的初回限定版本還附贈了「言葉大人」（コトノハサマフィギュア）的手辦作為特典商品。
但0verflow隨即收到許多玩家在遊玩《Cross Days》初回限定版本時發生程式錯誤的意見，對此大沼明夫則是在Niconico生放送上回答說「因為這並不是程式錯誤而將不會發布修補程式……如果運氣好的話仍然能夠全部結局破完，因為這款遊戲並沒有這麼難。」不過在2010年3月24日在官方網站的開發日記上承認的確有軟體運行錯誤存在，並且在隔天於該開發日記網頁上提供了有關動態連結函式庫更新的下載。到了3月29日時0verflow正式對外宣布由於所販售出去的零售版本遊戲使用了過時的動態連結函式庫，因此玩家必須從官方網站另外下載大小約372KB的檔案進行置換。不過在第二天0verflow則同樣在官方網站上另外發表了新的遊戲修補程式，這也使得《Cross Days》的遊戲軟體版本改成1.00a。
而之後《Cross Days》亦移植到另外兩種遊戲平臺上，其中互動式電影開發廠商A'class在2011年4月28日重新推出了《Cross Days DVDPG》；其中遊戲內容收錄在3張數位多功能影音光碟之中，而其遊戲封面設計則與電腦遊戲普通版本的遊戲封套相同。另外通用媒體光碟出版公司Palace則是在2011年7月29日時推出可在PlayStation Portable遊玩的《Cross Days UMD-PG Edition》，其中這版本遊戲內容收錄在3片通用媒體光碟內，而其遊戲封面設計則是與電腦遊戲限定版本的遊戲封套相同。

## 多媒體

### 出版作品

由酒月譽繪製的《Cross Days》系列漫畫第一集封面。

0verflow在2010年4月4日宣布將會於同年4月26日由角川書店出版的《月刊Comp Ace》6月號上連載《Cross Days》的系列漫畫，分別由神樂陽子負責劇情安排以及酒月譽負責故事繪製，並且一直持續連載到2010年8月的7月號為止。其中《Cross Days》的漫畫故事參考了遊戲的劇情內容，不過有關勇氣與路夏相遇的部分則與原本遊戲內容有所不同，並且在許多劇情安排上亦是獨自安排故事走向。而之後有關單行本的販售部分，則是由隸屬於角川書店的KADOKAWA漫畫叢書分別在2010年11月26日與2011年6月25日出版第一卷和第二卷。
而除了漫畫之外《Cross Days》還出版了其他類型的出版作品，這包括有2本遊戲指南暨插畫集以及1篇單篇小說和3部輕小說作品。其中兩本公式導覽書主要是由0verflow的人物設計後藤潤二負責企劃，其中在2010年8月時由電影旬報社出版了《Cross Days公式視覺寫真書》（Cross Days ビジュアル・ファンブック），內容主要包含有遊戲本篇介紹、攻略以及官方插畫等。而在稍早之前的2010年7月時JIVE則是出版了《Cross Days 桂言葉作品畫集》（Cross Days まるごと 桂言葉グラフィティー），內容收錄了《School Days》、《Summer Days》和《Cross Days》中有關桂言葉的人物插畫以及角色設定。
而儘管3本小說是由不同的作家所撰寫，但是其書籍封面以及內頁插圖都是分別交由後藤潤二以及負責繪製。其中最早是2010年9月15日時由水碕睦月編寫、HARVEST出版社出版的《Cross Days》，故事內容同時以勇氣以及路夏的觀點描述事件；而雖然在劇情一開頭處採用了與遊戲相同的內容，但是到了故事中間以後則是另外獨立創作的內容。之後集英社的Super Dash文庫則是在2010年10月22日時推出了秋月廣創作的《Cross Days ～交織的謊言、重疊的思念～》（Cross Days 〜重ねる嘘、重なる想い〜），內容則是參考了遊戲並分別以勇氣和路夏的觀點描述兩人彼此誤會的過程。最後則是由KILL TIME COMMUNICATION在2010年10月29日發售、由神樂陽子撰寫的《Cross Days 喜連川路夏的戀愛法則》（Cross Days 喜連川路夏の恋のルール），內容則是描寫與伊藤誠在學園祭的故事以及之後勇氣與路夏成為情侶後的後續發展。另外作為單篇的《Cross Days》則是在《BugBug》2009年5月號電腦版的全彩專題文章中發表，故事內容由關町台風（関町台風）撰寫並且使用了後藤潤二的原畫作為全彩插圖，在小說中則是講述勇氣性暴走的外傳故事。

### 廣播劇
2009年1月8日時，0verflow宣布從當天開始將在隸屬於Lantis網路廣播的音泉上播放每週一次網路電臺節目《Radio Cross Days》；之後節目定期於每週四進行播出，並且到2010年3月25日為止一共播放了64回。其中分別由水無月蓮飾演喜連川路夏、遠野Soyogi飾演桂言葉以及柚木Kaname飾演西園寺世界，而廣播的內容除了有以遊戲角色的觀點回答有關遊戲的問題與日常生活外，還穿插有包括介紹聽眾對於電臺感想的「來信」（ふつおた）、商談戀愛上所發生之誤會與麻煩的「差異諮詢俱樂部」（違い相談クラブ）以及有關三人個性以及害羞事件之反映並且即興演出的等節目，另外在2009年6月11日與6月18日時也曾邀請到甘露寺七海的聲優藤村美緒參與節目訪談。
其中0verflow原本計畫在《Cross Days》電腦版本推出前先藉由網路電臺的方式進行推廣，因此一開始原本計畫僅錄製8回的內容；但是隨著作為宣傳對象《Cross Days》電腦版本發售日期不斷往後延的影響，使得《Radio Cross Days》的播出期間便拉長至1年之久，一直到確認將是最後一次發售日期延期後0verflow才在《Radio Cross Days》上發表最終回的預告。之後有關廣播劇CD的製作則交由Lantis負責，而這也是第二次以及最後一次替遊戲作品剪輯廣播劇內容。之後64回的《Radio Cross Days》則分成兩片各自收錄有32回的CD之中，並且分別在2010年6月23日和7月21日推出第一部《Radio Cross Days CD Vol.1 〜十字·少女·日子〜》（Radio Cross Days CD Vol.1 〜クロス・乙女・デイズ〜）和第二部《Radio Cross Days CD Vol.1 〜十字·妄想·日子〜》（Radio Cross Days CD Vol.2 〜クロス・妄想・デイズ〜）廣播劇光碟。

### 其他商品
0verflow在《Cross Days》推出前花費相當多的努力在宣傳和推廣事務上，其中也包括有《Cross Days》系列品牌商品的推出與銷售，並且亦會以公司的名義在Comic Market或者是DreamParty等動漫展覽上販售商品。而除了《Cross Days》視覺小說限量版本中所附贈的「言葉大人」人形外，0verflow還曾推出1/8比例大小的桂言葉手辦以及比例大小的西園寺世界等人物模型。此外0verflow也與其他廠商合作，陸陸續續推出了電話卡、掛軸、Zippo打火機、滑鼠墊、床單、浴簾以及抱枕等商品。

## 音樂
0verflow原本計畫接續《School Days》和《Summer Days》的作法，在遊戲推出的同時一同發售《Cross Days》的遊戲原聲音樂專輯《Cross Days ThemeSongs+OriginalSoundTrack》，也因此最早將原聲專輯的推出訂在2009年2月27日。儘管在第一版專輯製作完成時遊戲發售日期後卻決定延期，0verflow仍然計畫在推出再版專輯光碟並且將銷售日期訂在6月26日。但是在遊戲第二度延期後有關配樂CD的銷售計畫便被無限期推延，在經過六度遊戲延期之後0verflow才在2010年4月16日時宣布將在4月21日發售原聲專輯。在《Cross Days ThemeSongs+OriginalSoundTrack》中收錄了共計25首《Cross Days》遊戲裡出現的主題曲以及背景音樂，其中包括有由KIRIKO演唱的片頭主題曲《First Note》（ファースト・ノート）、Ceui演唱的插入曲《Eternal Flow》、yozuca*演唱的片尾主題曲《一顆星》（ひとつ星）、理多演唱的《be there》、茶太演唱的《timeless melody》以及Riryka演唱的《沙漏》（砂時計）。
| 曲序     | 曲目                                   |          | 作曲             | 时长  |
| -------- | -------------------------------------- | -------- | ---------------- | ----- |
| 1.       | First Note（ファースト・ノート）                         | KIRIKO   | HIKO             | 3:48  |
| 2.       | 一顆星（ひとつ星）                             | yozuca*  | yozuca*          | 4:37  |
| 3.       | be there                               | iyuna    | iyuna            | 4:39  |
| 4.       | timeless melody                        | iyuna    | iyuna            | 4:09  |
| 5.       | Eternal Flow                           | Ceui     | 小高光太郎、Ceui | 4:45  |
| 6.       | 沙漏（）                               | Riryka   | Riryka           | 4:24  |
| 7.       | First Note 〜Wake Up Ver.〜（ファースト・ノート 〜Wake Up Ver.〜）        | －       | HIKO             | 0:59  |
| 8.       | 一天的事件（ある日の出来事）                         | －       | HIKO             | 4:24  |
| 9.       | 最喜歡的地方（大好きな場所）                       | －       | HIKO             | 2:49  |
| 10.      | 遙遠的窗口燈光（遥かな窓の灯）                     | －       | HIKO             | 3:18  |
| 11.      | 青色焦躁（青き焦燥）                           | －       | HIKO             | 2:45  |
| 12.      | 面紗的彼端（ヴェールの向こう）                         | －       | HIKO             | 2:49  |
| 13.      | 上課結束！（授業が終った！）                         | －       | HIKO             | 2:18  |
| 14.      | 撕裂的心（破れかけの心）                           | －       | HIKO             | 3:18  |
| 15.      | 長長的影子，只想告訴你（長い影，君に屆け）             | －       | HIKO             | 2:48  |
| 16.      | 上一頁（そのページの先）                             | －       | HIKO             | 1:33  |
| 17.      | 尷尬的撫摸（ぎこちないふれあい）                         | －       | HIKO             | 3:03  |
| 18.      | 自欺欺人（自分への噓）                           | －       | HIKO             | 3:08  |
| 19.      | 你的餘溫把時間停止（ぬくもりは時を止める）                 | －       | HIKO             | 2:01  |
| 20.      | 永遠都取代不了的事物（永遠にもかえがたいもの）               | －       | HIKO             | 2:42  |
| 21.      | 我的確感到憤怒了（誠に憤りを感じます）                   | －       | HIKO             | 1:12  |
| 22.      | 甜蜜的抓傷！（ツメが甘い！）                       | －       | HIKO             | 1:20  |
| 23.      | 想要傳達給你的事情（君に伝えたい事）                 | －       | HIKO             | 3:15  |
| 24.      | 拿出勇氣踏步前進（勇気を出して踏み出そう）                   | －       | HIKO             | 3:14  |
| 25.      | First Note 〜Mellow Reprise Ver.〜（ファースト・ノート ～Mellow Reprise Ver.～） | －       | HIKO             | 1:34  |
| 总时长： | 总时长：                               | 总时长： | 总时长：         | 73:09 |

## 影響

### 作品銷售
《Cross Days》在首次發布過後一個月，便於日本美少女遊戲暨動漫相關商品銷售網站Getchu屋的2010年3月最暢銷視覺小說遊戲排行榜上排名第三名。而在2010年上半年時銷售量排名則是第十二名，到了2010年全年銷售量排行榜時則是排名第三十一名。而《Cross Days DVDPG》則在2011年上半年的互動式電影DVD遊戲排行榜中排名第一名，並且一直到同年11月26日至12月27日期間的銷售統計結果仍然保有第四十七名。另外可以在PlayStation Portable遊玩的《Cross Days UMD-PG Edition》，則是在這期間成為通用媒體光碟遊戲銷售排行榜的第十五名。

### 木馬問題
2010年4月15日時，BBC新聞報導表示新品種的電腦病毒Kenzero被隱藏在於對等網路上流傳的盜版色情遊戲中傳播，而根據軟體開發公司SPAMfighter表示受到影響的遊戲包括在一個月前發售的《Cross Days》。在許多報告中將Kenzero列為惡意勒索程式的一種，其主要運作方式為誘騙用戶安裝病毒並且要求提供個人資料，隨後則是將所有網路歷史紀錄公開在空殼公司Romancing的部落格上給其他人士自由查閱。財產權公司NetAgent則表示至少有5,510人的電腦設備集體感染病毒，同時絕大部分因為試圖非法下載遊戲的用戶亦強烈希望能夠將個人資料刪除，而木馬開出的條件之一是這些用戶必須點按按鈕承認自己使用了盜版軟體。不過SPAMfighter也特別提到，這次特洛伊木馬「其實在安裝程式的終端使用者許可協定中說明了」自身是惡意軟件。

## 外部連結
- （页面存档备份，存于）（日語）
- （日語）
- （页面存档备份，存于）（日語）
- （日語）
- Cross Days （页面存档备份，存于）（英文）